# (16912) Rhiannon
(16912) Rhiannon est un astéroïde Amor découvert le 2 mars 1998 par le programme ODAS à Caussols.